# Zagros (film)
Zagros is een Belgische film uit 2017, geregisseerd door Sahim Omar Kalifa.

## Verhaal
Zagros is een schaapherder in Koerdistan. Zijn vader hitst de dorpsgenoten op zodat ze Havin, de zwangere vrouw van Zagros beschuldigen van overspel. Daardoor vlucht Havin met hun dochtertje Rayhan naar België. Met een zwaar gemoed omdat hij zijn kudde moet achterlaten, reist Zagros zijn vrouw achterna. Maar ook op afstand blijven de verdachtmakingen hem achtervolgen zodat ook Zagros begint te twijfelen.

## Rolverdeling
| Acteur                     | Personage |
| -------------------------- | --------- |
| Halima Ilter               | Havin     |
| Feyyaz Duman               | Zagros    |
| Daria Hachem Mohamed Gulli | Rayhan    |
| Suat Üsta                  | Dara      |
| Maaike Neuville            | Lore      |
| Yusuf Çetin                | Jir       |
| Brader Musiki              | Abdollah  |
| Elvan Köçer                | Eliz      |

## Productie
Zagros ging op 13 oktober 2017 in première in de competitie van het Film Fest Gent en won de Grand Prix for Best Film.

## Prijzen en nominaties
De belangrijkste:
| Jaar | Prijs                 | Categorie                           | Genomineerde(n)                                 | Uitslag  |
| ---- | --------------------- | ----------------------------------- | ----------------------------------------------- | -------- |
| 2017 | Film Fest Gent        | Grand Prix for Best Film            | Sahim Omar Kalifa                               | Gewonnen |
| 2017 | Arras Film Festival   | Meilleure mise en scène             | Sahim Omar Kalifa                               | Gewonnen |
| 2017 | Arras Film Festival   | Prix du public                      | Sahim Omar Kalifa                               | Gewonnen |
| 2018 | Annonay Film Festival | Prix du public                      | Sahim Omar Kalifa                               | Gewonnen |
| 2018 | Ensors                | Beste Film (ex-aequo met Le Fidèle) | Dries Phlypo en Jean-Claude Van Rijckeghem      | Gewonnen |
| 2018 | Ensors                | Beste scenario                      | Jean-Claude Van Rijckeghem en Sahim Omar Kalifa | Gewonnen |